# セレンガ川
セレンガ川（セレンガがわ、ロシア語: Селенга）またはセレンゲ川（セレンゲがわ、ブリヤート語: Сэлэнгэ мүрэн、モンゴル語: Сэлэнгэ мөрөн,, 英語: Selenge River）は、モンゴル国およびロシア連邦を流れる全長992kmの川である。モンゴル中北部のハンガイ山脈に源を発するイデル川とデルゲルムルン川の合流地点を起点とし、オルホン川などの諸河川を合わせバイカル湖の南東側に注ぐ。イェニセイ-アンガラ水系の源流の一つである。
バイカル湖に注ぐ三角州一帯には小川、三日月湖などが多く、ヨシ原、スゲ属の草地、ヤナギの低木林などの植生がある。ガンカモ類やマスクラットが生息しており、1994年にラムサール条約登録地となった。

## 歴史
古称として、『新唐書』巻43下や混一疆理歴代国都之図の仙娥河、また『新唐書』巻142の娑陵水がセレンガに比定されている。12世紀頃、セレンガ川下流域はメルキト部の居住地域となっており、テムジン（チンギス・カン）、トオリル・カン、ジャムカらの攻撃によって敗れたメルキト部の首長トクトア・ベキがセレンガ川を下って逃れたことが『元朝秘史』に記されている。モンゴル帝国の時代には『元朝秘史』では「薛涼格河」、『元史』では「薛霊哥河」と音写されている他、『集史』ではアラビア文字でسلینگه（selīnge）と記されている。清代には「色楞格河」と表記され、トシェート・ハン部右翼左旗・同右翼右末次旗などの遊牧地であった。

## 参考文献

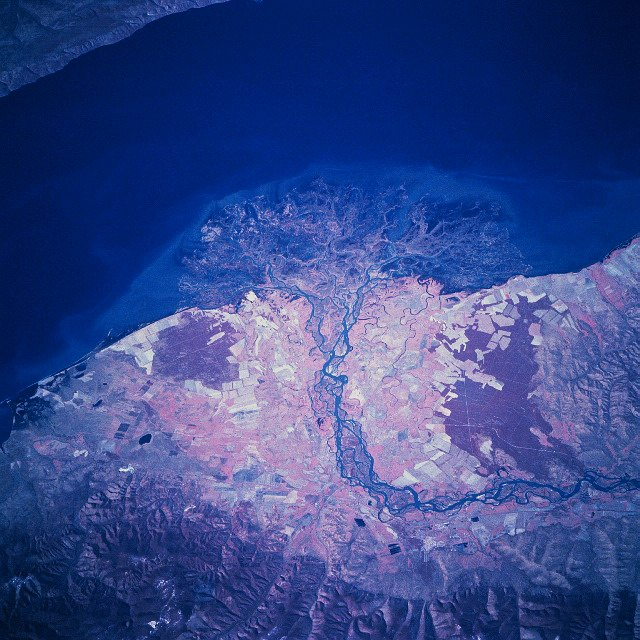
セレンガ川の三角洲